# Izaskun Bengoa
Izaskun Bengoa Pérez (nascida em 14 de março de 1975) é uma ex-ciclista olímpica espanhola. Representou sua nação em dois eventos nos Jogos Olímpicos de Verão de 1996.